# ذي هاوس باني
ذي هاوس باني (بالإنجليزية: The House Bunny)‏ هو فيلم كوميدي تم إنتاجه في الولايات المتحدة سنة 2008 . وهذا الفيلم من بطولة آنا فاريس وكولن هانكس وإيما ستون وكات دينينج ورومر ويليس.

## قصة الفيلم
بعد أن عاشت شيري في دار للأيتام تحاول العثور على عائلة، ويتم قبولها للعمل كعارضة أزياء، لكي تنتقل للإقامة في القصر الفاخر الذي يدعى بلاي بوي.
لكن لسوء حظ شيري يتم طردها من القصر وفصلها من العمل؛ بسبب بلوغها سن 27 عاما، لتصبح كبيرة في السن بالنسبة للعمل كعارضة.
وخلال حزنها على ما حدث تقبل القيام بدور الأم في منزل شبه مهدم يسكنه بعض الطلبة من ذوي القدرات المحدودة، وهو منزل على وشك الضياع مالم يتم جمع 30 اعتمادا للحصول على دعم لترميمه.
تساعدهم شيلي في القيام بالعديد من الأنشطة والحفلات للفوز بإعجاب الشباب، ويجعلهم يقبلون على منزلها، وهو ما قد يساعد في الحصول على الدعم المطلوب

## الممثلون والشخصيات
- آنا فاريس (بدور: شيلي دارلينغتون)
- كولن هانكس (بدور: أوليفر)
- إيما ستون (بدور: ناتالي)
- كات دينينج (بدور: منى)
- رومر ويليس (بدور: جوان)
- هيو هيفنر (بدور: شخصيته الحقيقية)
- هولي ماديسون (بدور: شخصيته الحقيقية)
- كندرا ويلكنسون (بدور: شخصيته الحقيقية)
- شاكيل أونيل (بدور: شخصيته الحقيقية)

## الميزانية والإيرادات
بلغت تكلفة إنتاج الفيلم حوالي 25 مليون دولار بينما حقق أرباحا تقدر بـ 70,442,940 دولار.

## روابط خارجية
- ذي هاوس باني على موقع IMDb (الإنجليزية)
- ذي هاوس باني على موقع ميتاكريتيك (الإنجليزية)
- ذي هاوس باني على موقع روتن توميتوز (الإنجليزية)
- ذي هاوس باني على موقع نتفليكس (الإنجليزية)
- ذي هاوس باني على موقع قاعدة بيانات الأفلام العربية
- ذي هاوس باني على موقع ألو سيني (الفرنسية)
- ذي هاوس باني على موقع Turner Classic Movies (الإنجليزية)
- ذي هاوس باني على موقع أول موفي (الإنجليزية)
- ذي هاوس باني على موقع بوكس أوفيس موجو (الإنجليزية)
- ذي هاوس باني على موقع فيلمافينيتي (الإسبانية)